# Trương Hoành (Đông Ngô)
Trương Hoành (chữ Hán: 張紘; 153 - 212) là mưu sĩ của Tôn Sách và Tôn Quyền thời Tam Quốc trong lịch sử Trung Quốc.

## Giúp họ Tôn dựng nghiệp
Trương Hoành tự là Tử Cương, người quận Quảng Lăng. Cuối thời Đông Hán nổ ra loạn lạc, Trương Hoành về Giang Đô.
Khi Tôn Sách đang ở dưới trướng Viên Thuật, muốn gây dựng cơ đồ riêng thì Trương Hoành đang mang tang mẹ. Tôn Sách nghe tiếng ông bèn đến gặp mặt, thỉnh cầu giúp sức. Sau vài lần thoái thác, Trương Hoành nhận lời giúp Tôn Sách. Ông cùng Trương Chiêu là nhân tài có tiếng đương thời, cùng theo giúp Tôn Sách, được mọi người gọi là "hai họ Trương".
Trương Hoành bày kế cho Tôn Sách nên rời khỏi Đan Dương sang Ngô quận và Cối Kê tập hợp binh mã, chiếm lấy vùng này làm căn bản, rồi thâu tóm Dương châu và Kinh châu để dựng nghiệp lớn. Đồng thời, ông đứng ra tập hợp thêm lực lượng theo giúp Tôn Sách.
Trương Hoành đóng vai trò mưu sĩ cho Tôn Sách trong quá trình đánh chiếm các quận Dương châu, thiết lập chính quyền họ Tôn tại đây. Ông thường là người thảo các công văn thư từ cho Tôn Sách trong quan hệ với triều đình Hán Hiến Đế ở Hứa Xương trong tay Tào Tháo.
Tôn Sách qua đời (200), Trương Hoành theo giúp Tôn Quyền. Ông khuyên Tôn Quyền phát triển huyện Mạt Lăng làm đất đóng đô.
Năm 212, Trương Hoành qua đời khi 60 tuổi. Tôn Quyền nghe theo lời ông, dời đô đến Mạt Lăng, sau này dựng nước Đông Ngô, đổi tên đất này là Kiến Nghiệp. Về sau các triều đại kế tục là Đông Tấn, Lưu Tống, Nam Tề, Lương và Trần đều đóng đô ở đây (với tên mới là Kiến Khang vì kiêng húy Tấn Mẫn Đế), sử gọi là Lục triều.

## Trong Tam Quốc diễn nghĩa
Vai trò của Trương Hoành trong Tam Quốc diễn nghĩa khá mờ nhạt. Ông xuất hiện hồi 15 khi cùng Trương Chiêu theo giúp Tôn Sách. Sau này ông chỉ được nhắc tới lần cuối khi đề cử chọn Mạt Lăng làm nơi dựng nghiệp cho Tôn Quyền trước khi ông qua đời.